# 1989 (Taylor's Version)
1989 (Taylor's Version) là album tái thu âm thứ tư của nữ ca sĩ kiêm nhạc sĩ người Mỹ Taylor Swift, do Republic Records phát hành vào ngày 27 tháng 10 năm 2023. Được tái thu âm từ album phòng thu thứ năm 1989 (2014) của cô và là album tái thu âm tiếp theo sau bản tái thu âm cùng năm là Speak Now (Taylor's Version). Việc tái thu âm cũng là một biện pháp đối phó nhằm giành lại những tác quyền sáng tác cho bản album gốc. Album có chứa năm bài hát "From the Vault" mà chưa được phát hành trước đó. Trong số các ca khúc được tái thu âm, có 13 bài là từ bản 1989 tiêu chuẩn và 3 bài từ bản Deluxe, 1 bài từ bản vinyl độc quyền tại Target

## Bối cảnh

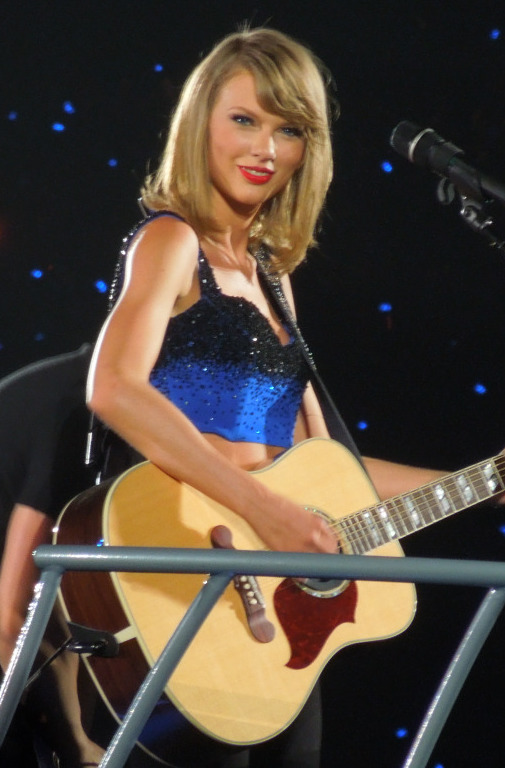
Swift trong chuyến lưu diễn thứ tư của cô, 1989 World Tour vào năm 2015.

Trong khoảng thời gian hoạt động với Big Machine, Swift đã phát hành bốn album phòng thu đầu tiên, từ Taylor Swift (2006) đến Red (2012). Sau đó, Swift tiếp tục phát hành album phòng thu thứ năm, 1989 vào ngày 27 tháng 10 năm 2014. Với phong cách synth-pop mang âm hưởng của những năm 80, Swift xây dựng nên 1989 với mục đích mang khuynh hướng nghệ thuật của mình hoàn toàn sang nhạc pop sau khi cô phát hành bốn album đồng quê trước đó. Sau khi phát hành được một tuần, album đã bán được hơn 1,2 triệu bản tại Hoa Kỳ. Ba đĩa đơn trong album, bao gồm có "Shake It Off", "Blank Space" và "Bad Blood" đều giành ngôi đầu bảng trên Billboard Hot 100, giúp Swift trở thành nghệ sĩ đầu tiên có ba album bán được hơn một triệu bản trong tuần đầu tiên ra mắt. Riêng 1989 là album duy nhất bán được hơn năm triệu bản và đồng thời đạt vị trí quán quân trên bảng xếp hạng Billboard 200 trong vòng 11 tuần liên tiếp khiến đây trở thành album thành công nhất trong sự nghiệp của Swift. Nhiều nhà phê bình âm nhạc đã đánh giá cao album do sở hữu những âm điệu bắt tay bấp chấp cho tác giả Myles McNutt lại khẳng định phong cách mới của cô đã hủy hoại đi tính chân thực ban đầu là nhạc đồng quê. Tại Giải Grammy lần thứ 58 được tổ chức vào năm 2016, album đã đoạt giải Album của năm và Album giọng pop xuất sắc nhất, đưa Swift trở thành nữ nghệ sĩ đầu tiên đạt được giải này hai lần.
Sau thành công vang dội của 1989, Swift phát hành thêm album phòng thu Reputation (2017), trở thành album bán chạy thứ hai trên toàn cầu trong năm 2017 và đưa Swift trở thành nghệ sĩ đầu tiên có bốn album bán được hơn một triệu bản trong vòng một tuần. Sau khi hợp đồng của Big Machine hết hạn vào tháng 11 năm 2018, cô đã rút khỏi hãng và ký hợp đồng mới với Republic Records. Vào năm 2019, doanh nhân Scooter Braun cùng với công ty Ithaca Holdings của ông đã mua lại Big Machine Records. Do vậy, toàn bộ album bản gốc của Swift do Big Machine phát hành, bao gồm cả 1989 đã được chuyển nhượng lại cho Braun. Swift sau đó đã công khai tố cáo việc mua lại của Braun vào tháng 11 năm 2020. Bằng cách tái thu âm lại tác phẩm, cô có thể toàn quyền sở hữu những bản gốc mới mặc dù việc này có thể làm giảm giá trị bản gốc thuộc quyền sở hữu của Big Machine.
Vào ngày 9 tháng 4 năm 2021, Swift phát hành album tái thu âm đầu tiên, Fearless (Taylor's Version), tiếp theo là Red (Taylor's Version) phát hành ngày 12 tháng 11 năm 2021 và Speak Now (Taylor's Version) phát hành ngày 7 tháng 7 năm 2023. Cả ba album đều gặt được nhiều thành công cả về mặt thương mại lẫn giới phê bình khi đều ra mắt tại vị trí thứ 1 trên bảng xếp hạng Billboard 200 của Hoa Kỳ. Vào ngày 9 tháng 8 năm 2023, Swift chính thức công bố bản tái thu âm 1989 (Taylor's Version) tại sân vận động SoFi trong set diễn những bài hát độc tấu bất ngờ, thông báo ra mắt vào ngày 27/10/2023, nhằm kỷ niệm 9 năm ra mắt của album.

## Sáng tác và phát triển
1989 (Taylor's Version) bao gồm có những bản tái thu âm của toàn bộ 16 bài hát theo phiên bản Deluxe, 13 bài trong số đó đến từ bản tiêu chuẩn và 3 bài còn lại là bài hát bổ sung chỉ dành cho bản cao cấp, 1 bài còn lại đến từ bản đĩa Vinyl "Quýt lai" (Tangerine) độc quyền. Ngoài những bản tái thu âm, 1989 (Taylor's Version) còn chứa thêm năm bài hát "From The Vault" chưa được phát hành mà Swift đã từng viết để đưa vào danh sách ca khúc, nhưng cuối cùng lại bị loại khỏi bản album gốc của 1989.

## Phát hành và quảng bá

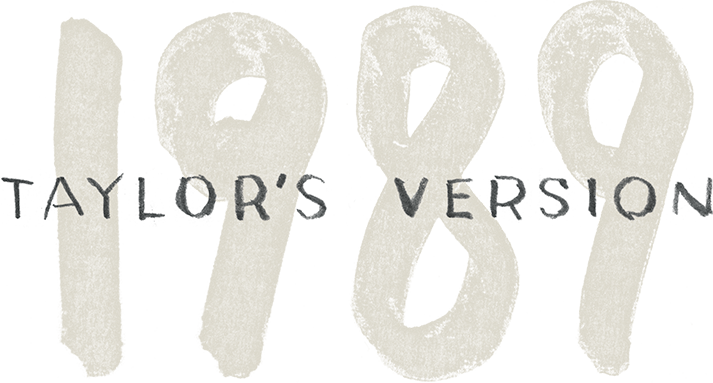
Bản tái thu âm được quảng bá với nhan đề bổ sung là Taylor's Version.

Trước khi công bố album, Swift đã tái thu âm ca khúc "Wildest Dreams (Taylor's Version)" và phát hành vào ngày 17 tháng 9 năm 2021, ca khúc khiến bản gốc năm 2014 của bài hát trở thành một xu hướng trên nền tảng TikTok. Bài hát cũng đứng vị trí thứ 37 trên bảng xếp hạng Billboard Hot 100, đánh dấu ca khúc thứ 138 của Swift lọt vào bảng này. Sau đó, cô tiếp tục tái thu âm bài hát "This Love (Taylor's Version)" và phát hành vào ngày 6 tháng 5 năm 2022, ca khúc sau đó cũng đứng ở vị trí thứ 50 trên bảng xếp hạng Hot 100.
Một đoạn trích của bài hát "Bad Blood (Taylor's Version)" đã được hé lộ trong bộ phim hoạt hình Liên minh Siêu thú DC năm 2022. Ngoài ra, trong video âm nhạc của ca khúc "I Can See You" (2023) cũng có một vài quả trứng Phục sinh hé lộ về bản album tái thu âm 1989. Vào ngày 9 tháng 8 năm 2023, trong buổi diễn cuối cùng tại Sân vận động SoFi ở Los Angeles từ chuyến lưu diễn Eras Tour, Swift đã chính thức công bố album cùng với ảnh bìa và ngày phát hành của tác phẩm. Trước khi công bố danh sách bài hát cho album vào ngày 21 tháng 9, Swift đã đăng một đoạn clip hoạt hình có chứa các ký tự lộn xộn trên mạng xã hội vào ngày 19 tháng 9, hai ngày sau cô đã xác nhận những ký tự đó chính là ca khúc "Slut!", một ca khúc "Vault" của album. Cô cũng giới thiệu tên của các ca khúc "Vault" chưa phát hành thông qua tính năng đố chữ trên Google Tìm kiếm. Nếu nhập tên "Taylor Swift", sẽ có một chiếc két sắt màu xanh và khi nhấp vào sẽ tạo ra một trong số 89 câu đố bất kỳ, tên của các bài hát "Vault" sẽ được tiết lộ chính thức sau khi giải hết được 33 triệu câu đố. Vào ngày hôm sau, trang Google đạt mốc 33 triệu lượt xem trang khiến cho tính năng này bị lỗi sau vài giờ ra mắt. Có tổng cộng bốn trong số năm tựa đề của ca khúc vault đã được giải mã.
1989 (Taylor's Version) dự kiến sẽ phát hành vào ngày 27 tháng 10 năm 2023 bởi Republic Records. Ảnh bìa của tác phẩm là một bức ảnh chụp Swift từ một góc máy thấp, mô tả Swift và những đàn hải âu phía trên. Các bản album vật lý sẽ được kèm theo với đĩa than, băng cassette và đĩa CD bản tiêu chuẩn. Ngoài ra, đĩa CD còn có thêm bốn bản cao cấp khác đã có sẵn để đặt trước trên trang web của Swift, mỗi đĩa có một màu khác nhau và kèm thêm một trong bốn bộ năm thẻ hai mặt có chứa ảnh và lời bài hát, một trong số đĩa CD còn có thêm bản độc quyền trên Target. Swift cũng công bố các biến thể đĩa than của "1989 (Taylor's Version)", mỗi biến thể được đặt trước trong 48 giờ trên trang web của Swift.

## Danh sách ca khúc
| 1989 (Taylor's Version) – Bản tiêu chuẩn | 1989 (Taylor's Version) – Bản tiêu chuẩn | 1989 (Taylor's Version) – Bản tiêu chuẩn     | 1989 (Taylor's Version) – Bản tiêu chuẩn | 1989 (Taylor's Version) – Bản tiêu chuẩn |
| STT                                      | Nhan đề                                  | Sáng tác                                     | Sản xuất                                 | Thời lượng                               |
| ---------------------------------------- | ---------------------------------------- | -------------------------------------------- | ---------------------------------------- | ---------------------------------------- |
| 1.                                       | "Welcome to New York"                    | Taylor Swift Ryan Tedder                     |                                          |                                          |
| 2.                                       | "Blank Space"                            | Taylor Swift Max Martin Shellback            |                                          |                                          |
| 3.                                       | "Style"                                  | Taylor Swift Max Martin Shellback Ali Payami |                                          |                                          |
| 4.                                       | "Out of the Woods"                       | Taylor Swift Jack Antonoff                   |                                          |                                          |
| 5.                                       | "All You Had to Do Was Stay"             | Taylor Swift Max Martin                      |                                          |                                          |
| 6.                                       | "Shake It Off"                           | Taylor Swift Max Martin Shellback            |                                          |                                          |
| 7.                                       | "I Wish You Would"                       | Taylor Swift Jack Antonoff                   |                                          |                                          |
| 8.                                       | "Bad Blood"                              | Taylor Swift Max Martin Shellback            |                                          |                                          |
| 9.                                       | "Wildest Dreams"                         | Taylor Swift Max Martin Shellback            | Johan Schuster                           | 3:40                                     |
| 10.                                      | "How You Get the Girl"                   | Taylor Swift Max Martin Shellback            |                                          |                                          |
| 11.                                      | "This Love"                              | Taylor Swift                                 | Taylor Swift Christopher Rowe            | 4:10                                     |
| 12.                                      | "I Know Places"                          | Taylor Swift Ryan Tedder                     |                                          |                                          |
| 13.                                      | "Clean"                                  | Taylor Swift Imogen Heap                     |                                          |                                          |
| 14.                                      | "Wonderland"                             | Taylor Swift Max Martin Shellback            |                                          |                                          |
| 15.                                      | "You Are in Love"                        | Taylor Swift Jack Antonoff                   |                                          |                                          |
| 16.                                      | "New Romantics"                          | Taylor Swift Max Martin Shellback            |                                          |                                          |
| 17.                                      | "Slut!"                                  |                                              |                                          |                                          |
| 18.                                      | "Say Don't Go"                           |                                              |                                          |                                          |
| 19.                                      | "Now That We Don't Talk"                 |                                              |                                          |                                          |
| 20.                                      | "Suburban Legends"                       |                                              |                                          |                                          |
| 21.                                      | "Is It Over Now?"                        |                                              |                                          |                                          |

| 1989 (Taylor's Version) – Bản Tangerine | 1989 (Taylor's Version) – Bản Tangerine | 1989 (Taylor's Version) – Bản Tangerine | 1989 (Taylor's Version) – Bản Tangerine |
| STT                                     | Nhan đề                                 | Sáng tác                                | Thời lượng                              |
| --------------------------------------- | --------------------------------------- | --------------------------------------- | --------------------------------------- |
| 22.                                     | "Sweeter than Fiction"                  | Taylor Swift Jack Antonoff              |                                         |

Ghi chú
- Đối với album vật lý, các ca khúc từ 1–16 có nhan đề phụ là "Taylor's Version" và các ca khúc từ 16–21 có nhan đề phụ là "From the Vault".
- Đối với album kỹ thuật số, các ca khúc từ 1–16 có nhan đề phụ là "(Taylor's Version)" và các ca khúc từ 16–21 có nhan đề phụ là "(Taylor's Version) (From the Vault)".

## Xếp hạng
| Chart (2023)                             | Peak position |
| ---------------------------------------- | ------------- |
| Argentine Albums (CAPIF)                 | 1             |
| Album Úc (ARIA)                          | 1             |
| Album Áo (Ö3 Austria)                    | 1             |
| Album Bỉ (Ultratop Vlaanderen)           | 1             |
| Album Bỉ (Ultratop Wallonie)             | 1             |
| Album Canada (Billboard)                 | 1             |
| Croatian International Albums (HDU)      | 1             |
| Album Cộng hòa Séc (ČNS IFPI)            | 2             |
| Album Đan Mạch (Hitlisten)               | 1             |
| Album Hà Lan (Album Top 100)             | 1             |
| Finnish Albums (Suomen virallinen lista) | 2             |
| Album Pháp (SNEP)                        | 1             |
| Album Đức (Offizielle Top 100)           | 1             |
| Album Hungaria (MAHASZ)                  | 2             |
| Icelandic Albums (Plötutíðindi)          | 2             |
| Album Ireland (OCC)                      | 1             |
| Album Ý (FIMI)                           | 1             |
| Album Nhật Bản (Oricon)                  | 11            |
| Japanese Combined Albums (Oricon)        | 13            |
| Japanese Hot Albums (Billboard Japan)    | 12            |
| Lithuanian Albums (AGATA)                | 2             |
| Album New Zealand (RMNZ)                 | 1             |
| Album Na Uy (VG-lista)                   | 1             |
| Album Ba Lan (ZPAV)                      | 2             |
| Album Bồ Đào Nha (AFP)                   | 1             |
| Album Scotland (OCC)                     | 1             |
| Slovak Albums (ČNS IFPI)                 | 2             |
| Album Tây Ban Nha (PROMUSICAE)           | 1             |
| Album Thụy Điển (Sverigetopplistan)      | 1             |
| Album Anh Quốc (OCC)                     | 1             |
| Album Hoa Kỳ Billboard 200               | 1             |

 
|